# アサンプション郡 (ルイジアナ州)
アサンプション郡（アサンプションぐん、英: Assumption Parish）は、アメリカ合衆国ルイジアナ州の南部に位置する郡である。2010年国勢調査での人口は23,421人であり、2000年の23,388人から0.1％増加した。郡庁所在地はナポレオンビル（人口660人）であり、同郡で人口最大の町はピアパート（人口3,169人）である。アサンプション郡はオーリンズ準州（後のルイジアナ州）で定められた最初の19郡の１つである。主要作物はサトウキビであり、砂糖の生産量は州内の郡では最大である。

## 歴史
1807年、アサンプション郡はオーリンズ準州8番目の郡になった。その歴史は水路と、農業に適した広大で肥沃な大地に根付いている。18世紀半ばにフランス人とスペイン人が入植し、その文化的遺産に対する強い結びつきを保持しているので、住民の間の会話はフランス語である。1755年から1764年の間に現在のノヴァスコシアからイギリスに追放されたフランス系アカディア人の最終目的地にもなった。
1861年、アメリカ連合国がサウスカロライナ州サムター要塞を降伏させた後、アサンプション郡郡政委員会は1,000ドルを拠出して、北軍と戦う志願兵の制服を作らせた。近くにあるラファイエット郡は6,000ドルを寄付した。プラークミンズ郡は兵士の家族に月10ないし15ドルの贈呈を承認した。

## 地理
アメリカ合衆国国勢調査局に拠れば、郡域全面積は365平方マイル (945.3 km2)であり、このうち陸地339平方マイル (878.0 km2)、水域は26平方マイル (67.3 km2)で水域率は7.10％である。

### 主要高規格道路
- アメリカ国道90号線
- ルイジアナ州道1号線

### 隣接する郡
- アイバービル郡、アセンション郡 - 北
- セントジェームズ郡 - 北東
- ラフォーシュ郡 - 東
- テレボーン郡 - 南東
- セントメアリー郡 - 南西
- アイビーリア郡 - 北西
- セントマーティン郡 - 西

## 人口動態
以下は2000年の国勢調査による人口統計データである。
| 基礎データ - 人口: 23,388人 - 世帯数: 8,239 世帯 - 家族数: 6,311 家族 - 人口密度: 27人/km2（69人/mi2） - 住居数: 9,635軒 - 住居密度: 11軒/km2（28軒/mi2） 人種別人口構成 - 白人: 67.17% - アフリカン・アメリカン: 31.52% - ネイティブ・アメリカン: 0.31% - アジア人: 0.24% - 太平洋諸島系: 0.01% - その他の人種: 0.17% - 混血: 0.59% - ヒスパニック・ラテン系: 1.21% 言語別人口構成 - 英語: 81.14% - フランス語またはケイジャン・フランス語: 17.58% 年齢別人口構成 - 18歳未満: 28.5% - 18-24歳: 9.8% - 25-44歳: 28.7% - 45-64歳: 22.2% - 65歳以上: 10.9% - 年齢の中央値: 34歳 - 性比（女性100人あたり男性の人口） - 総人口: 93.9 - 18歳以上: 90.9 | 世帯と家族（対世帯数） - 18歳未満の子供がいる: 37.9% - 結婚・同居している夫婦: 56.8% - 未婚・離婚・死別女性が世帯主: 14.9% - 非家族世帯: 23.4% - 単身世帯: 20.3% - 65歳以上の老人1人暮らし: 9.2% - 平均構成人数 - 世帯: 2.81人 - 家族: 3.26人 収入と家計 - 収入の中央値 - 世帯: 31,168米ドル - 家族: 36,0524米ドル - 性別 - 男性: 35,941米ドル - 女性: 18,065米ドル - 人口1人あたり収入: 14,008米ドル - 貧困線以下 - 対人口: 21.8% - 対家族数: 19.5% - 18歳未満: 28.4% - 65歳以上: 21.7% |

## 都市と町

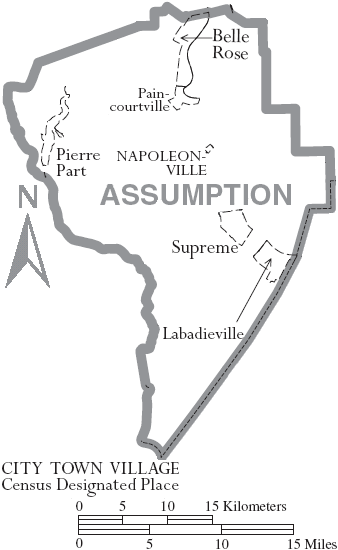
アサンプション郡図

ナポレオンビル、唯一の法人化された自治体、 - 郡庁所在地

### 国勢調査指定地域
| - ベルローズ - ラバディビル | - ペインコートビル - ピアパート | - シュープリーム |

## 教育
アサンプション郡教育委員会が地元の公立学校を運営している。アサンプション高校は全郡から生徒を集めている。

## 州軍
第928サッパー中隊は第225工兵旅団第769工兵大隊の部隊である。